# Dulgheru
Dulgheru es una localidad rumana de la comuna de Saraiu, en el condado de Constanța.

## Historia
Hacia comienzos del siglo XX, la localidad, que ya por entonces pertenecía al condado de Constanța, formaba parte de la comuna de Eni-Sarai y tenía contabilizada una población de 737 habitantes, en su mayor parte turcos.
En la segunda mitad del siglo XX la localidad había pasado a formar parte de la comuna de Saraiu. En el censo de 2021 la localidad tenía una población de 435 habitantes.